# 11998 Fermilab
11998 Fermilab este un asteroid din centura principală de asteroizi.

## Descriere
11998 Fermilab este un asteroid din centura principală de asteroizi. A fost descoperit pe 12 ianuarie 1996 la Kitt Peak National Observatory în cadrul proiectului Spacewatch. El prezintă o orbită caracterizată de o semiaxă mare de 3,07 ua, o excentricitate de 0,24 și o înclinație de 4,2° în raport cu ecliptica.